# 레이크쇼어 이스트선
레이크쇼어 이스트 선은 캐나다 온타리오주 광역 토론토 지역에서 고 트랜싯이 운행하는 일곱 개의 통근 열차 노선 중 하나로, 토론토 시내에 있는 유니언 역을 출발해 피커링, 에이젝스, 휘트비를 지나 오샤와의 오샤와 역을 잇는 50.5km에 달하는 노선이다. 오샤와에서 종착하는 이 통근 열차 노선은 이후 연계 버스를 통해 보우맨빌을 경유해 뉴캐슬까지 운행하고 또다른 노선은 피터버러 시내와 트렌트 대학교까지 운행한다.
레이크쇼어 이스트 선은 러시 아워 일부 열차 및 평상시 모든 열차가 유니언 역을 거쳐 레이크쇼어 웨스트 선을 따라 올더숏 역에 종착하기도 한다.

## 역사
GO 트랜싯에서 레이크쇼어 웨스트 선과 더불어 가장 오래된 통근 열차 노선인 레이크쇼어 이스트 선은 1967년에 개통하였지만 역사는 1950년대로 거슬러 올라간다. 대공황과 제2차 세계 대전이 끝나고 토론토는 인구가 급격히 늘어나기 시작하였다. 1931년에 토론토 시가 인근 지자체 합병에 모라토리엄을 선포한 이후 토론토 교외에 있는 12개 지자체는 토론토의 도움 없이 성장을 도모해야했다. 토론토 지역이 급격하게 성장하던 50년대, 몇몇 지자체는 재정 자립과 경제 발전에 있어서 성공하였지만 다른 지자체는 재정에 난황을 겪으면서 파산 직전까지 이르렀다. 토론토 시 당국은 노후된 기반 시설과 개발 부지가 부족할 뿐만 아니라 도시 팽창에 대한 별다른 계획이 없었다.
문제가 눈덩이처럼 불어나면서 토론토는 다시 지자체 합병에 나섰고 이토비코, 노스요크와 스카버러까지 아우르는 통합시를 구상하였다. 주 정부는 이에 대해 토론토 시와 12개 지자체를 묶어 광역 토론토 지자체를 출범하였다.
하지만 1960년대에 들어서서 토론토 통합시 경계 밖으로 도시가 팽창하기 시작하였고 필과 요크 카운티의 농촌 지역에도 개발 바람이 불기 시작하였다. 포트크레딧과 스트리츠빌과 같은 교외 마을에서 토론토로 출퇴근하는 사람들이 늘어나기 시작하였다. 일부 도시 설계자들과 정치인들이 통합시 경계를 확장하는 방안을 추진하였지만 주 정부는 미심쩍어하였다. 통합시는 이미 커질 대로 커졌고 여기서 통합시를 확장하면 주 정부에 비등해질 정도로 지자체 정부가 커질 것을 우려하였기 때문이다. 이에 따라 주 정부는 통합시 확장을 반려하였다.
통합시만으로는 도시 팽창에 대비할 수 없다는 것을 깨달은 주 정부는 1965년에 토론토 지역의 도시 팽창에 대한 각종 연구를 발족하였다. 연구 보고서에 따르면 주 정부에서 지은 고속도로를 따라 교통량이 급격하게 증가할 것으로 보이며 그 교통량에 대비해 고속도로를 확충하는 것은 막대한 예산이 소요할 것이라고 밝혔다. 무작정 고속도로를 확충하는 대신 광역 토론토 지역을 따라 통근 열차를 운행하여 고속도로의 교통량을 어느정도 줄이는 방안이 거론되었다.
한편, 주 정부가 발주한 또다른 보고서는 홀턴, 필, 요크, 더럼 카운티를 일종의 지역 정부로 묶는 것을 추진하였는데 이 지역 정부는 일종의 미니 통합시 역할을 하여 광역 토론토 시의 부담을 완화하는 역할을 하게 된다. 이 지역 정부 계획은 무산되었지만 퀸 엘리자베스 웨이와 온타리오 호를 따라 오크빌에서 피커링까지 통근 열차를 운행하는 방안은 계속 추진하기로 하였다.

### 노선 개통
온타리오 주지사 존 로바츠는 1965년에 피커링에서 해밀턴까지 광역 철도 노선을 짓는 계획을 발표하였다. 온타리오 주는 노선 운행에 필요한 철도 장비를 사들이기 시작하였는데, 기관차는 제너럴모터스에서, 객차는 호커 시들리에서 제작하였다. 주 정부는 다른 철도사에서 장비를 빌리는 것에 대해 반대하였는데, 이는 캐나다 내셔널 철도와 캐나다 퍼시픽 철도에서 장비를 사용해야 하는 관계로 빌려올 수는 없는 노릇이였기 때문이다.
주 정부에서 토론토 연선을 따라 운행하는 통근 열차 서비스는 온타리오 주 정부 교통국 (Government of Ontario Transit), 이후 GO 트랜싯으로 자리잡았다. GO 트랜싯의 로고도 디자인되고 도색도 마무리하고 1967년 5월 23일 개통을 앞두고 모든 준비가 다 마무리되었다. 첫차는 피커링 역에서 오전 6시에 출발하였고 오크빌 역에서는 6시 10분에 출발해 유니언 역에서 만나게 되었다. 다음 날, 피커링에서 오전 5시, 6시 40분, 8시, 11시, 오후 2시, 4시, 4시 40분, 6시, 11시에 출발해 오크빌 역에는 오전 6시 9분, 7시 49분, 10시 49분, 오후 1시 49분, 3시 49분, 4시 29분, 5시 9분, 7시 49분, 다음 날 오전 12시 9분에 도착하였다. 1967년 9월에 들어서서 통근 열차는 매일 1시간 간격으로 운행하였다. 3년동안 시범 운행하기로 하였던 GO 트랜싯은 4개월만에 100만 명의 승객을 실어날랐고 두 달이 지나고 하루 평균 승객이 1만 5천 명에 달해 시범 운행은 대성공이였다.

### 개통 이후
유니언 역에서 피커링 역까지 레이크쇼어 이스트 선은 운행 증편을 거듭하였지만 노선 연장 문제는 선로를 소유하고 있는 CN과 CP가 연장 구간에 화물 열차를 자주 운행하고 있다는 것이 걸림돌이 되었다. 노선을 연장하기에는 선로 사용료가 무지막지한 관계로 온타리오 주는 통근 열차 전용 선로를 짓는 방안을 검토하기 시작하였다. GO ALRT 프로젝트는 피커링에서 오샤와까지 연장해 자그마한 셔틀 열차가 열차가 최대 5분 간격으로 피커링에 있는 통근열차 역으로 환승하게 하는 방안이였다. 이는 임시적인 방안이였고 주 정부는 장기적으로는 피어슨 국제공항과 토론토 북쪽 등 광역 토론토 지역 전역에 통근 열차를 운행하는 방안을 추진하였다.
GO ALRT 계획은 주 정부가 피커링에서 오샤와를 잇는 전용 선로 부지를 401번 고속도로 남쪽을 따라 사들이면서 급물살을 타게 되었다. 하지만 1980년 말에는 연방 정부가 화물 열차보다 여객 열차를 우선으로 하는 법안을 통과하면서 굳이 ALRT 기술의 셔틀 열차를 굴릴 필요가 없어졌다. 이에 따라 GO 트랜싯은 기존 통근열차 노선을 새로운 전용 선로를 따라 연장하기로 하고 1988년 12월 4일에 레이크쇼어 이스트 선은 피커링에서 휘트비로 연장되었다. 1990년 10월 1일에는 킹스턴 선을 따라 에이잭스와 휘트비 역을 통과하고 VIA 철도 오샤와 역까지 운행하기 시작하였다. 오샤와 역에 전용 선로가 추가된 건 1995년 1월 8일이였다. 한편 1993년 7월 3일, 동부 연장 구간이 예산 감축에 따라 러시 아워를 제외한 나머지 시간대에는 다시 피커링에 종착하게 되었다. 2000년 5월 1일, GO 전용 선로를 따라 오샤와 역까지 열차가 평일 상시 운행하게 되었지만 주말과 공휴일에는 여전히 피커링에 종착하였다. 오샤와로 가는 주말과 공휴일 열차는 2006년 12월 30일에 복원되었다.
2013년 6월 29일, 레이크쇼어 웨스트 선과 더불어 오샤와에서 앨더샷까지 배차 간격이 매일 상시 60분 간격에서 30분 간격으로 줄어들었다. 메트로링스 측은 앞으로 레이크쇼어 선의 선로 용량을 늘리고 배차 간격 15분으로 줄이기 위해 현재 확장 공사에 들어간 상태이다.

## 노선
레이크쇼어 이스트 선의 정차역은 아래와 같다.
| 한글 역명 | 영문 역명   | 환승 노선                                   |
| --------- | ----------- | ------------------------------------------- |
| 유니언 역 | Union       | · 310 509 510 · 6 97 320                    |
| 댄포스    | Danforth    | 306 506 20 23 62 64 87 113 135 300          |
| 스카버러  | Scarborough | 9 16 20 102 113 300                         |
| 에글린턴  | Eglinton    | 9 86 116 198 334                            |
| 길드우드  | Guildwood   | · 86 198 334                                |
| 루지힐    | Rouge Hill  | 38 54 85 354 105                            |
| 피커링    | Pickering   | 101 103 107 110 111 112 120 223             |
| 에이잭스  | Ajax        | 215 216 217 218 219 223 224 225 232 215 915 |
| 휘트비    | Whitby      | 301 302 303 304 305 308 318 910 922         |
| 오샤와    | Oshawa      | · 401 403 405 922                           |